# Gold (Sandra Reemer)
Gold is een single van Sandra Reemer in sommige landen uitgegeven onder haar toenmalige artiestennaam Xandra. Het is niet afkomstig van een van haar albums.
Zowel de A- als B-kant is geschreven en geproduceerd door Rob en Ferdi Bolland. Het was haar enige single voor RCA. Voor de liefhebbers kwam er ook een 12”-versie op de markt waarbij het nummer werd opgerekt tot meer dan negen minuten (9:28). Reemer werd destijds gekleed door Addy van den Krommenacker.
Gold haalde ondanks een opname voor de AVRO de hitparades niet, wel de tipparade van de Nederlandse Top 40.
Sandra Reemer

Al di là · Stille nacht, heilige nacht · 'k Zweef aan m'n ballonnetje · Gloria, gloria · Sluimer zacht · Singapura · Hoe leit dit kindeke · Mijn gitaar · Kopi susu · Als jij maar wacht · Een bos rozen · Heimwee · Mijn concert · Teddy song · Jij vergeet · Since you have gone · (I've got) A love like a rainbow · Simon Zealotes · Love me, honey · The party's over · Trust in me · This is your heartbeat · How little we know · Colorado · Nothing's gonna change · It hurts to be in love · America here I come · Indonesia · Get it on · Rien ne va plus · Fly like an angel · Gold · All out of love · Sleep with me tonight · Laughter in the rain · Goodnight, sweetheart, goodnight · Smoke gets in your eyes · La colegiala · For your love · He was the one · Love is cruel · Domenica · The last goodbye · Mensen zoals jij · Kom naar me toe · Alles wat ik wil · Een boom voor het leven · De mooiste droom is vogelvrij
Sandra en Andres

Storybook children · Somethin' in my heart · For the first time in my life · Reach for the moon · Let us pray together · Love is all around · Those words · Que je t'aime · Mary Madonna · Als het om de liefde gaat · Mama mia · Auntie · Aime-moi · Dzjing boem! · True love · You believed · Oh, nous sommes très amoureux
Dutch Divas

Work that body · From New York to L.A.